# De Outro Lugar
De Outro Lugar é o álbum de estreia da banda brasileira de rock Joana Marte, lançado em 8 de junho de 2018 e produzido pelo vocalista e guitarrista deles, Rubens Guilhon, que também assinou a maioria das músicas. Quando o álbum já estava gravado e quase totalmente mixado, foi regravado e remixado uma segunda vez.
O lançamento foi precedido pelo single duplo "Inimigos"/"Valsa", lançado em maio; o nome do disco vem da letra de "Inimigos".

## Informação das faixas
"Pobre Menino" é a música mais antiga do disco, e a que mais teve versões entre a primeira e a final. Sua letra expõe o pensamento de que vivemos em uma falsa democracia. "De Ré", criada a partir de um riff de guitarra em drop D, tem a participação de Renan Chady nos vocais, pois Rubens queria "uma voz mais rasgada" e "mais agressividade na sonoridade" da faixa.
"Novo Lar" é a composição mais recente do disco e é uma homenagem ao falecido pai de Rubens. "Retrato de Nós", que chega ao álbum com letras e estrutura diferentes das suas outras versões, tem a participação do saxofonista Felipe Ricardo. "Lucidez" nasceu de um jam que a banda costumava fazer e foi inspirado em trabalhos de Josh Klinghoffer e John Frusciante (na época, atual e antigo guitarristas do Red Hot Chili Peppers; hoje os papéis se inverteram). Tem a participação da cantora Maria Rosa Lima. O encerramento "Desconexão" é feito de frases "quase que sem conexão alguma" que na verdade formam um diálogo que pode ser entre duas pessoas ou entre alguém e sua própria mente.

## Faixas
Todas as músicas compostas por Rubens Guilhon, exceto "Valsa", por Bruno Azevedo.
| N.º            | Título              | Duração |  |
| 1.             | "Pobre Menino"      | 4:38    |  |
| 2.             | "Inimigos"          | 4:43    |  |
| 3.             | "De Ré"             | 4:10    |  |
| 4.             | "Novo Lar (Janela)" | 3:27    |  |
| 5.             | "Retrato de Nós"    | 5:36    |  |
| 6.             | "Lucidez"           | 3:12    |  |
| 7.             | "Valsa"             | 4:28    |  |
| 8.             | "Desconexão"        | 0:49    |  |
| Duração total: | Duração total:      | 29:56   |  |

## Créditos
Fonte:
- Rubens Guilhon — vocais, guitarra, produção
- Leo Chaves — baixo
- João Pedro Normando — teclado
- Bruno Azevedo — bateria

### Participações especiais
- Renan Chady — vocais em "De Ré"[4]
- Maria Rosa Lima — vocais em "Lucidez"[4]
- Felipe Ricardo — saxofone em "Retrato de Nós"[4]

### Pessoal técnico
- Paulo Rosa — gravação da bateria e de algumas partes do baixo
- Kleber Chaar — masterização